# Trần Quang Trân
Trần Quang Trân (1900 – 1969) è stato un pittore, artista e illustratore vietnamita.

## Biografia
Nonostante abbia avuto un ruolo determinante, in quanto è stato uno dei primi a interessarsi alla tecnica della lacca apportando a quest'ultima innovazioni significative, ha lasciato un numero piuttosto esiguo di opere. Tra questi troviamo dipinti ad olio, acquerelli, lavis e carboncini. Delle lacche che lo hanno reso famoso, sembra che oggi non ne rimanga nessuna. Il suo dipinto più famoso, dal titolo "Lo stagno dalle acque scintillanti", Il suo dipinto più famoso, dal titolo "Lo stagno dalle acque scintillanti" è stato probabilmente il primo quadro in lacca sabbiata mai realizzato in Indocina, a cui si sarebbe ispirato il futuro maestro di lacca vietnamita Nguyen Gia Tri. Quest'opera faceva parte della collezione della Scuola di Belle Arti dell'Indocina. Andò perduta all'inizio della guerra d'Indocina..
Originario della regione di Hano, Tran Quang Tran comincia intraprendendo gli studi di commercio e lavorando sia per una compagnia petrolifera di Haiphong che per una fabbrica di lampade di Dap Cau. Solamente tra il 1927 e il 1932 studia alla Scuola di Belle Arti.. Si distingue per i bei lavori e i disegni realizzati sotto la supervisione dell'artista Dinh Van Thanh.
Come artista, Tran Quang Tran è uno dei primi a interessarsi da vicino alla tecnica della lacca tradizionale incoraggiato dal suo professore e pittore Joseph Inguimberty. A lui viene attribuita l'invenzione di una tecnica che avrà un grande successo in futuro : la tecnica di inserire polvere d'oro tra gli strati
di lacca, tecnica che permette di ottenere effetti di luce e ombra.. Questa tecnica sarà ripresa in seguito da tutti i grandi nomi dell'arte vietnamita: Pham Hau, Tran Van Can, Nguyen Khang et Nguyen Gia Tri. È possibile che, intorno al 1930, Tran Quang Tran si sia recato in Giappone per perfezionare la sua tecnica.
Una volta terminata la Scuola di Belle Arti, apre un atelier di pittura a Hanoi. Qui, negli anni '30, realizza una serie di quadri, pannelli e scatoline di lacca raffiguranti numerose personalità vietnamite, in particolare un ritratto del primo ministro Phan Van Khai, del poeta Tu Mo, famoso per le satire contro l'occupazione francese  · .
Agli inizi degli anni '40, si dedica a sua volta all'insegnamento della pittura in scuole private e, a partire dal 1949, alla Scuola delle Belle Arti..